# Pundare
Pundare används som en nedsättande benämning på personer med narkotikamissbruk, ibland mer specifikt för dem som använder centralstimulerande droger, främst amfetamin.

## Användning i språket
"Pundhuvud" och "pundo" är slang för en obegåvad person, "att vara pundig". 
| ”                                                | Den kallas inte Pundhufwud, som haar fått gott pund, eller gott hufwud, utan dhen som haar stoort hufwud ok lite wett. | „ |
| – Samuel Columbus, En swensk orde-skötsel (1678) | |   |